# Vegatoppen
Vegatoppen är en musiktopplista på finlandssvenska eller på andra språk där upphovspersonerna har finlandssvenska rötter på Yle Vega. Varje vecka deltar tio låtar låtar, vara åtta är från förra veckan och två är nya. Topp åtta är kvar på listan till nästa vecka. Lyssnarna röstar fram vilka placeringar låtarna ska få. Programledare är Jukka Isojoki och det är också han som väljer låtarna. Lyssnarna får rösta på upp till tre låtar.